# Ukryta dywidenda
Ukryta dywidenda w języku prawniczym to ogół mechanizmów służących osobom fizycznym do unikania podwójnego opodatkowania spółek kapitałowych. Są to różnego rodzaju świadczenia realizowane przez podatnika podatku dochodowego od osób prawnych na rzecz swoich wspólników, które doprowadzają do przesunięcia kapitału generując przy tym koszty uzyskania przychodu dla spółki. W ten sposób doprowadzając do jednokrotnego opodatkowania tego samego zysku. Pojęcie „ukryta dywidenda” nie stanowiło do 2022 roku pojęcia prawnego. Nowelizacja ustawy o podatku dochodowym od osób prawnych wprowadziła pojęcie „ukrytej dywidendy” do języka prawnego. Pojęcie zacznie być stosowane od 1 stycznia 2023.

## Ukryta dywidenda jako mechanizm zapobiegający uszczuplaniu bazy podatkowej w podatku CIT
Zgodnie z przepisem art. 16 ust. 1d ustawy o podatku dochodowym od osób prawnych koszty poniesione przez podatnika będącego spółką w związku ze świadczeniem wykonanym przez podmiot powiązany w rozumieniu art. 11a ust. 1 pkt 4 ustawy z tą spółką lub ze wspólnikiem tej spółki, stanowią ukrytą dywidendę, jeżeli:
1) wysokość tych kosztów lub termin ich poniesienia w jakikolwiek sposób są uzależnione od osiągnięcia zysku przez podatnika lub wysokości tego zysku lub
2) racjonalnie działający podatnik nie poniósłby takich kosztów lub mógłby ponieść niższe koszty w przypadku wykonania porównywalnego świadczenia przez podmiot niepowiązany w rozumieniu art. 11a ust. 1 pkt 3 z podatnikiem, przy czym przy określaniu wysokości tych kosztów przepisy art. 11c i art. 11d stosuje się odpowiednio, lub
3) koszty te obejmują wynagrodzenie za prawo do korzystania z aktywów, które stanowiły własność lub współwłasność wspólnika lub podmiotu powiązanego ze wspólnikiem przed utworzeniem podatnika.
Przepisów ust. 1d pkt 2 i 3 nie stosuje się w przypadku, gdy suma poniesionych w roku podatkowym przez podatnika kosztów stanowiących ukrytą dywidendę na podstawie tych przepisów, jest niższa niż kwota zysku brutto w rozumieniu przepisów o rachunkowości, uzyskanego w roku obrotowym, w którym koszty te zostały uwzględnione w wyniku finansowym podatnika.
W przypadku, gdy koszt stanowi „ukrytą dywidendę” podatnik nie może traktować go jako kosztu uzyskania przychodu.